# Вал дьо Марн
Вал дьо Марн (на френски: Val-de-Marne, „Долина на Марна“) е департамент в регион Ил дьо Франс, северна Франция. Образуван е през 1968 година от югоизточните части на дотогавашния департамент Сен. Площта му е 245 km², а населението – 1 318 537 души (2009). Административен център е град Кретей.